# Johannes Buchmann

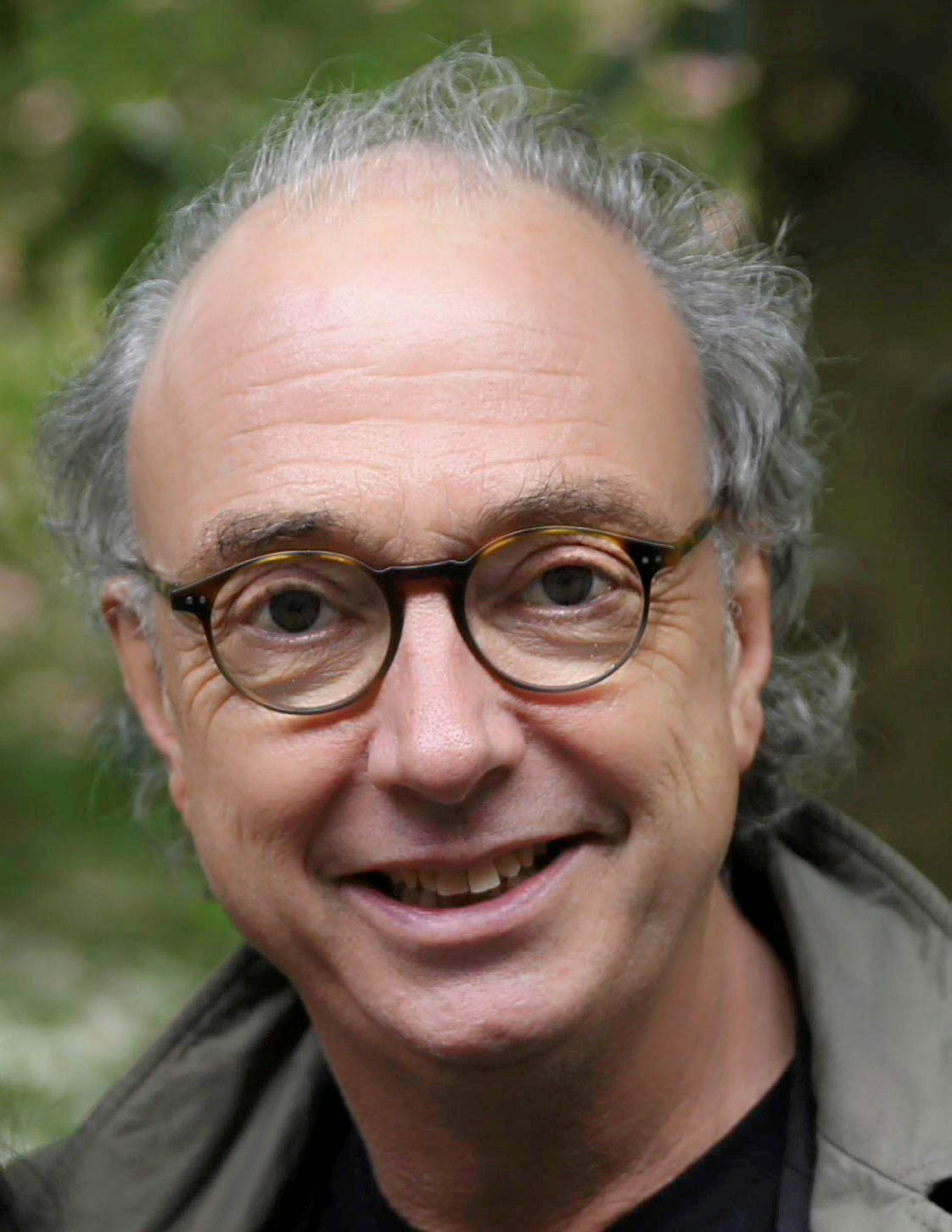
Johannes Buchmann im Jahr 2016

Johannes Alfred Buchmann (* 20. November 1953 in Köln) ist ein deutscher Informatiker und Mathematiker sowie ehemaliger Professor am Fachbereich Informatik der Technischen Universität Darmstadt.
Er ist vor allem auf dem Gebiet der Post-Quanten-Kryptographie tätig und entwickelte die IT-Sicherheitsforschung in Deutschland maßgeblich weiter. Seine Berufung gilt als die Geburtsstunde der IT-Sicherheit an der TU Darmstadt. Zu seinen wissenschaftlichen Leistungen gehört das Signaturverfahren XMSS, das erste zukunftssichere und praktische Signaturverfahren mit minimalen Sicherheitsanforderungen, das 2018 zum ersten internationalen Standard für Post-Quantum-Signaturen wurde. Auf sein Bestreben hin entstand das Center for Research in Security and Privacy (CRISP), das größte Forschungszentrum für IT-Sicherheit in Europa.

## Leben und Wirken
Johannes Buchmann studierte nach dem Abitur 1972 und Wehrdienst von 1974 bis 1979 an der Universität zu Köln Mathematik, Physik, Pädagogik und Philosophie und unterrichtete nach der Ersten Staatsprüfung für das Lehramt an Gymnasien 1979 (die Zweite Staatsprüfung legte er 1984 ab) von 1980 bis 1983 Mathematik an einer Kölner Fachoberschule, während er gleichzeitig Forschungsassistent an der Universität war. 1982 promovierte er in Köln bei Hans-Joachim Stender (Zahlengeometrische Kettenbruchalgorithmen zur Einheitenberechnung). 1985/86 war er mit einem Fedor-Lynen-Stipendium der Alexander-von-Humboldt-Stiftung an der Ohio State University bei Hans Zassenhaus. 1986 bis 1988 war er Forschungsassistent bei Michael Pohst an der Universität Düsseldorf, wo er sich 1988 habilitierte (Zur Komplexität der Berechnung von Einheiten und Klassenzahlen algebraischer Zahlkörper, 1987). Nach seiner Tätigkeit als Professor für Informatik an der Universität des Saarlandes ab 1988 war er von 1996 bis 2019 Professor am Fachbereich Informatik der Technischen Universität Darmstadt. Dort forschte er im Fachgebiet „Theoretische Informatik – Kryptographie und Computeralgebra“ auf dem Gebiet der Kryptographie.
Buchmanns Leistungen umfassen wissenschaftliche Aufsätze zu Algorithmen in der algebraischen Zahlentheorie, der Konstruktion neuer kryptographischer Verfahren und der Verwendung kryptographischer Verfahren in der Praxis. Aufgrund seiner Zusammenarbeit mit Kálmán Győry (* 1940) hat er die Erdős-Zahl 2. Buchmann befasste sich mit Algorithmen in der algebraischen Zahlentheorie und ihrer Anwendung in der Kryptographie. 1988 schlug er mit Hugh C. Williams ein kryptographisches System basierend auf dem diskreten Logarithmus-Problem in der Idealklassengruppe imaginärquadratischer Zahlkörper vor (die nach Carl Friedrich Gauß mit der Theorie binär-quadratischer Formen zusammenhängt), das weitere Entwicklungen in der Kryptographie mit Zahlkörpern auslöste.
Seit 1996 beschäftigt sich Buchmann intensiv mit dem Thema Public-Key-Infrastrukturen, zu welchem er 2013 gemeinsam mit Evangelos Karatsiolis und Alexander Wiesmaier das Buch Introduction to Public Key Infrastructures veröffentlichte. Seit 2004 arbeitet Buchmann zu Post-Quantum-Kryptographie und gab 2009 zusammen mit Daniel J. Bernstein und Erik Dahmen ein gleichnamiges Buch heraus. Buchmann ist außerdem Autor des Lehrbuchs Einführung in die Kryptographie, welches in sechs Sprachen übersetzt wurde.
In seiner Saarbrücker Zeit gründete Johannes Buchmann 1990 das Graduiertenkolleg „Effizienz und Komplexität von Algorithmen und Rechenanlagen“, das erste Graduiertenkolleg der Deutschen Forschungsgemeinschaft für Informatik. Er etablierte auch die Kryptographie und IT-Sicherheit als festen Forschungsschwerpunkt an der Universität.
Von 2002 bis 2007 war er Vize-Präsident für Forschung der TU Darmstadt. In der Zeit baute er das Forschungsprofil der Universität um, sodass sich 2007 die ersten Erfolge von einem Exzellenzcluster und einer Graduiertenschule für die Technische Universität Darmstadt in der Exzellenzinitiative ergeben haben. Vom 1. März 2007 bis zur Wahl von Hans Jürgen Prömel als Nachfolger des Universitäts-Präsidenten Johann-Dietrich Wörner am 18. Juli 2007 amtierte er als Interims-Präsident und kandidierte für das Amt. Er unterlag und erklärte seinen Rücktritt aus dem Präsidium. Seit 2004 ist er Vorstandsvorsitzender des CAST e. V., eines der wichtigsten Kompetenz-Zentren für IT-Sicherheit im deutschsprachigen Raum. Buchmann leitete von 2011 bis 2013 das Projekt Internet Privacy – Eine Kultur der Privatsphäre und des Vertrauens im Internet der Deutschen Akademie der Technikwissenschaften, acatech. Er fungierte von 2008 bis 2011 als Gründungsdirektor des Center for Advanced Security Research Darmstadt (CASED). Im Zeitraum von 2011 bis 2016 war er dessen Vizedirektor sowie Mitglied im Direktorium des European Center for Security and Privacy by Design (EC SPRIDE). Von 2016 bis 2018 war Buchmann Vizedirektor im Center for Research in Security and Privacy (CRISP), welches CASED und EC SPRIDE zusammenführt. Darüber hinaus war er von 2014 bis 2019 Sprecher des Sonderforschungsbereichs CROSSING und von 2015 bis 2019 Sprecher des Profilbereichs CYSEC der Technischen Universität Darmstadt. Er war zudem einer der Initiatoren vom Spitzencluster Software-Cluster. Seine Abschiedsvorlesung hielt er am 24. Oktober 2019.
Von August 2011 bis Mai 2013 leitete Buchmann die acatech-Arbeitsgruppe Internet-Privacy – Eine Kultur der Privatsphäre und des Vertrauens im Internet. Von 2019 bis 2021 war er einer der beiden Sprecher der Leopoldina-Arbeitsgruppe Demokratie und Digitalisierung. In den Jahren 2022 bis 2024 übernahm er dieselbe Rolle in der Leopoldina-Arbeitsgruppe Förderung der Selbstregulationskompetenzen von Kindern und Jugendlichen in Schulen und Kindertageseinrichtungen. Seit 2023 ist er Sprecher der Fokusgruppe Digitalisierung der Leopoldina.
Im Mai 2023 war Buchmann als Gastprofessor an der École polytechnique fédérale de Lausanne (EPFL) tätig, wo er eine Vorlesung über Quantenalgorithmen hielt. Eine weitere Gastprofessur nahm er im Mai 2025 an der Technischen Universität Wien wahr, ebenfalls mit einer Vorlesung zum Thema Quantenalgorithmen.
Buchmann und sein Team entwickelten das Signaturverfahren XMSS, das 2018 zum ersten internationalen Standard für Post-Quantum-Signaturen wurde. Damit begründeten sie international das Gebiet Post-Quanten-Kryptographie maßgeblich mit. XMSS ist das erste zukunftssichere und praktische Signaturverfahren mit minimalen Sicherheitsanforderungen. Die Arbeiten daran begannen 2003.
Buchmann war Mitglied im wissenschaftlichen Beirat des Bundeskriminalamts. 2000 war er Mitgründer der Flex Secure GmbH.
Von 2017 bis 2018 absolvierte Johannes Buchmann am Institut für Achtsamkeit eine Ausbildung zum MBSR-Lehrer (MBSR steht für Mindfulness-Based Stress Reduction). Seitdem ist er als zertifizierter MBSR-Lehrer tätig.
Buchmann ist verheiratet und hat zwei Söhne.

## Auszeichnungen und Ehrungen
- 1993 Gottfried Wilhelm Leibniz-Preis (gemeinsam mit Claus Peter Schnorr), für seine Arbeiten der algorithmischen Zahlentheorie und Kryptographie
- 1996 Korrespondierendes und seit 2002 Ordentliches Mitglied der Akademie der Wissenschaften und der Literatur Mainz[14]
- 1997 und 1998 Preis beste Lehre des Fachbereich Informatik der TU Darmstadt
- 2003 Innovationspreis des Landes Hessen
- 2006 Mitglied der Berlin-Brandenburgischen Akademie der Wissenschaften
- 2006 Ehrendoktorwürde der Universität Debrecen, Ungarn
- 2006 Karl Heinz Beckurts-Preis für seine Arbeiten um die Computersicherheit mit Hilfe von elektronischen Signaturen[15]
- 2008 2. Deutscher IT-Sicherheitspreis der Horst Görtz Stiftung, zusammen mit Erik Dahmen, für FutureSign[16]
- 2008 Mitglied der Deutschen Akademie der Technikwissenschaften
- 2011 Berufung in die Deutsche Akademie der Naturforscher Leopoldina[17]
- 2012 Tsungming-Tu-Preis
- 2014 Mitglied im Feldafinger Kreis
- 2016 Ehrenmitglied der Gesellschaft für Förderung des Forschungstransfers GFFT
- 2017 Konrad-Zuse-Medaille für Verdienste um die Informatik der Gesellschaft für Informatik (GI)
- 2025 Robert Piloty Preis der Technische Universität Darmstadt[18]

## Schriften
- Johannes Buchmann: Faktorisierung großer Zahlen. In: Spektrum der Wissenschaft. September 1996, ISSN 0170-2971, S. 80–89.
- Johannes Buchmann: Einführung in die Kryptographie. 3. Auflage. Springer Science+Business Media, Berlin/Heidelberg 2003, ISBN 978-3-540-40508-5.
- Johannes Buchmann, Ulrich Vollmer: Binary Quadratic Forms - An Algorithmic Approach. Algorithms and Computations in Mathematics Bd. 20. Springer Science+Business Media, New York u. a. 2007, ISBN 978-3-540-46367-2.
- Daniel Bernstein, Johannes Buchmann, Erik Dahmen (Hrsg.): Post-Quantum Cryptography. Springer Science+Business Media, New York u. a. 2009, ISBN 978-3-540-88701-0 (englisch).
- Johannes Buchmann, Evangelos Karatsiolis, Alexander Wiesmaier: Introduction to Public Key Infrastructures. Berlin/Heidelberg 2013, ISBN 978-3-642-40656-0.
- Thomas Ramge: Big Data, Big Picture, Big Brother? In: brand eins. August 2013, S. 34–39 (Interview mit Johannes Buchmann).
- Johannes Buchmann: Introduction to Quantum Algorithms. Pure and Applied Undergraduate Texts Bd. 64. American Mathematical Society, Providence (RI) 2024, ISBN 978-1-4704-7398-3.